# Alternative démocratique nationale (Serbie)
L'Alternative nationale démocratique (en serbe cyrillique : Национално демократска алтернатива ; en serbe latin : Nacionalno demokratska alternativa, ; en abrégé : NADA) est une coalition politique nationale-conservatrice en Serbie, dirigée par le Parti démocratique de Serbie (DSS) et le Mouvement pour la restauration du royaume de Serbie (POKS).

## Histoire
NADA a été initialement formée comme une plateforme politique commune entre les deux partis en janvier 2021, bien qu'en mai, elle ait été élargie en une coalition politique,. Elle est maintenant composée de plus de 20 associations de citoyens. Son candidat à la présidence est Miloš Jovanović, tandis que la tête de liste pour les élections parlementaires de 2022 est le général à la retraite Božidar Delić,.
La coalition est soutenue par Matija Bećković et Ljubinko Đurković.

## Résultats électoraux

### Élections législatives
| Année | Tête de liste   | Voix    | %    | Sièges   | Gouvernement |
| ----- | --------------- | ------- | ---- | -------- | ------------ |
| 2022  | Božidar Delić   | 204 442 | 5,37 | 15 / 250 | Opposition   |
| 2023  | Miloš Jovanović | 191 431 | 5,37 | 13 / 250 | Opposition   |